# サイレン (ASIAN KUNG-FU GENERATIONの曲)
「サイレン」は、2004年4月14日に発売されたASIAN KUNG-FU GENERATIONの3枚目のシングル。

## 解説
「君という花」から約半年ぶりとなるシングル。初回限定盤は歌詞カードなどに和紙を用いたものになっている。
メインA面の「サイレン」は男性の視点から、c/wの「サイレン#」は女性の視点から曲が描かれている。通称として、それぞれ「サイレン（男サイレン）」と「女サイレン」、「サイレン」と「裏サイレン」などと呼ばれる。「#」は2曲を区別するため便宜上付けられているものであり、パッケージや歌詞カードには2曲とも「サイレン」と表記されている。どちらも伴奏などがほぼ同じだが、メロの乗せ方やイントロなどが違っている。
当初はCCCDとして発売されたが、現在そちらは廃盤となっている。
オリコンシングルチャート初登場2位を記録。自身初のトップ10入りを果たした。
「サイレン#」はNHKのETV特集のアイキャッチに使用されている。

## 収録曲
1. サイレン
通称は「サイレン」「表サイレン」「男サイレン」など。アルバム『ソルファ』に収録されているものは、厳密に言うとアルバムバージョンである。シングルバージョンは長らくこのシングルのみに収録されていたが、2018年発売の後藤選曲のベストアルバム『BEST HIT AKG Official Bootleg"HONE"』にてアルバム初収録を果たした。
2. サイレン
1曲目との区別のため、「サイレン#」とも表記される[1]。通称は「裏サイレン」「女サイレン」など。後藤曰く「言うなればリミックス」。

全作詞:後藤正文、全作曲:後藤正文・山田貴洋、全編曲:ASIAN KUNG-FU GENERATION

## 収録アルバム
- ソルファ (#1、アルバムバージョン)
- BEST HIT AKG Official Bootleg"HONE" (#1)
- フィードバックファイル (#2)